# The Front
The Front is een Amerikaanse film uit 1976 van regisseur Martin Ritt met in de hoofdrollen Woody Allen en Zero Mostel. 
Het is een zwarte komedie over een derderangs bookmaker, in het New York van begin jaren vijftig, die plotseling in staat blijkt om fantastische scenario's voor televisie te schrijven. In werkelijkheid zijn de scenario's afkomstig van een aantal scenaristen die op de zwarte lijst van Hollywood zijn gezet vanwege vermeende communistische activiteiten.

## Verhaal
De derderangs bookmaker Howard Prince is een sukkelaar. Hij heeft geen geld, is eigenlijk mislukt als bookmaker en verdient bij als kassamedewerker bij een restaurant. Een vriend van hem, de scenarist Alfred Miller, is op zoek naar iemand die kan optreden als zijn stroman. Miller staat op de zwarte lijst van de House Committee on Un-American Activities en is om die reden werkloos. Niemand wil zijn scenario's meer kopen. Om toch te kunnen publiceren zoekt hij iemand die niet bekend is bij de commissie en de scenario's van Miller kan verkopen aan de televisie. De stroman moet dan net doen alsof hij de scenario's zelf heeft geschreven en krijgt een percentage van de opbrengst. Howard is de gedoodverfde kandidaat. Hij houdt zich niet bezig met politiek en wil graag een centje bijverdienen. Al snel maakt Howard naam als scenarist en kan bogen op een groot aantal successen. Vrienden van Miller, die ook op de zwarte lijst staan, vragen Howard of hij ook als stroman voor hen wil optreden. Het succes stijgt de voormalige boekhouder echter naar het hoofd en hij krijgt praatjes. Zo dreigt hij de scenaristen dat hij niet zomaar elk scenario kan inleveren. Hij stelt eisen aan de kwaliteit en geeft zelf aanwijzingen hoe het beter kan. De beledigde scenaristen moeten hun woede verbijten aangezien Prince het als stroman prima doet. Een tijdje verloopt alles goed, maar dan dringt de bittere realiteit ook het leven van Howard Prince binnen. Zijn vriend, de acteur Hecky Brown, komt ook op de zwarte lijst. Aangezien een acteur niet met een stroman kan werken, verliest Brown steeds meer werk. Hij wordt ontslagen bij het televisiestation en zelfs als komiek komt hij niet meer aan de bak. Als Brown zelfmoord pleegt ziet Prince in wat er werkelijk speelt. Hij is nu zelf beroemd en moet lijdzaam toezien dat ook hij onder de aandacht van de commissie komt. Als Prince voor de commissie staat voor een verhoor weigert hij Hecky Brown af te vallen en beschuldigen van communistische praktijken. Hiermee valt het doek. Howard Prince wordt gearresteerd wegens minachting van de commissie en tot gevangenisstraf veroordeeld. Met zijn waardigheid intact accepteert hij zijn straf, hij is een beter mens geworden.

## Rolverdeling
| Acteur            | Personage        |
| ----------------- | ---------------- |
| Woody Allen       | Howard Prince    |
| Zero Mostel       | Hecky Brown      |
| Michael Murphy    | Alfred Miller    |
| Andrea Marcovicci | Florence Barrett |

## Achtergrond
Begin jaren vijftig ontstond er in de VS een ware heksenjacht op communisten die waren geïnfiltreerd in het leger, het ambtenarenkorps en de amusementsindustrie. Een commissie van het Amerikaanse Huis van Afgevaardigden House Committee on Un-American Activities hield zich jarenlang bezig met het verhoren van Amerikanen die werden verdacht van spionage voor de Sovjet-Unie of het infiltreren van Amerikaanse instellingen. Een groot aantal scenaristen, acteurs, en regisseurs werd door de commissie verhoord. De reden voor een verhoor was lang niet altijd duidelijk. Soms was een acteur korte of lange tijd lid geweest van de Amerikaanse communistische partij, maar meestal had iemand alleen zijn sympathie uitgesproken voor de USSR. Veelal was dit tijdens de Tweede Wereldoorlog toen de VS en de USSR samen streden tegen nazi-Duitsland. Later werden mensen ook opgeroepen omdat hun naam werd genoemd tijdens de verhoren. Tijdens de verhoren werd namelijk gevraagd om namen te noemen van personen met communistische sympathieën. Wie weigerde hieraan mee te werken kwam zelf op de zwarte lijst. Deze lijst had geen officiële status, maar wie er op stond kreeg geen werk meer. De studio's en productiemaatschappijen waren veel te bang om reclame-inkomsten kwijt te raken van sponsors. Honderden acteurs, scenaristen, regisseurs en andere medewerkers werden getroffen en zaten jarenlang (soms wel vijftien tot twintig jaar) zonder werk. Om toch geld te verdienen, werkten veel scenaristen met een stroman (front in het Engels). Een stroman was een man of vrouw die aan een of meerdere scenaristen zijn of haar naam leende. Onder de naam van de stroman werd dan het scenario verkocht aan de tv- en filmindustrie. Een groep scenaristen bekend als de 'Hollywood Ten' stond al sinds 1947 op de zwarte lijst. Later werd bekend dat diverse leden van deze groep stromannen gebruikten om hun werk te kunnen verkopen.

## Productie
De film is een eerbetoon aan de slachtoffers van de beruchte zwarte lijst. Niet voor niets was een aantal sleutelfiguren die aan deze film meewerkten, zelf slachtoffer van deze lijst. Regisseur Martin Ritt, acteur Zero Mostel (Hecky Brown) en scenarist Walter Bernstein zijn voor korte of langere tijd werkloos geweest vanwege vermeende communistische sympathieën. Op de aftiteling van de film staat bij een groot aantal medewerkers vermeld dat ze op de zwarte lijst stonden, gevolgd door een jaartal. Ondanks het zware thema is de film toch in wezen een komedie. De keuze voor Woody Allen als Howard Prince is hier zeker debet aan. Zijn neurotische manier van acteren maakt van het personage Howard Prince een schlemiel zonder geweten, een armoedzaaier die praatjes krijgt om zijn vermeende successen. Het vormt een prachtig contrast met de komisch-tragische rol van Zero Mostel als Hecky Brown. Het personage van Brown verliest zijn waardigheid als hij moet bedelen om zijn geld voor een eenmalig optreden. Totaal vernederd en in het besef dat hij nooit meer aan het werk komt pleegt hij zelfmoord. Deze combinatie van zwarte humor met realiteit zorgt voor een film waar de boodschap des te schrijnender naar voren komt. "Wie zijn vrienden verlinkt zal eten, wie dat niet doet draait de gevangenis in", is de bittere ondertoon van deze film. Dat werkelijkheid en fictie dicht bij elkaar lagen blijkt wel uit het feit dat de zelfmoord van Hecky Brown door scenarist Bernstein was gebaseerd op de dood van acteur Philip Loeb. Loeb nam een overdosis slaappillen in een hotelkamer nadat hij op de zwarte lijst was gekomen.

## Prijzen
De film zelf kreeg geen prijzen of nominaties. Scenarist Walter Bernstein kreeg een Oscarnominatie in de categorie Oorspronkelijk Scenario, acteur Zero Mostel kreeg een BAFTA-nominatie in de categorie Beste Mannelijke Bijrol en Andrea Marcovicci kreeg een Golden Globenomanatie in de categorie "New Star of the Year - Actress".